# Rio Vindel
Vindel (em sueco: Vindelälven) é um grande rio do Norte da Suécia. É um afluente do rio Ume. Nasce na comuna de Arjeplog, na Lapónia. Atravessa o lago Storvindel, e as localidades de Ammarnäs, Sorsele, Rusksele, Åmsele e Vindeln. Deságua em Bótnia Ocidental, no Ume, apenas a 25 quilômetros do Mar Báltico. Tem uma extensão de 445 quilômetros, com várias quedas d'água. É um dos poucos rios da Suécia que não têm barragens, conservando seu carácter natural. Tem uma bacia hidrográfica de 12 650 quilômetros quadrados e um vazão média próximo a sua foz de 189 metros cúbicos (medição entre 1931-1960).

## Proteção ambiental
O Vindel é um dos últimos grandes cursos d'água de fluxo livre na Europa. Na década de 1960 foram feitos planos para a construção de uma série de hidrelétricas ao longo de seu curso, mas forte pressão regional e nacional obrigou o governo sueco a decidir, nos anos 70, contra tais iniciativas. O rio e suas terras adjacentes atuam como rota de migração para pessoas, plantas e animais, em ambas as direções, entre as montanhas e o mar e a migração que as comunidades lapônicas fazem com suas renas junto ao Vindel entre a costa e as montanhas é uma das migrações de gado mais longas conhecidas hoje. Pesquisas realizadas com alces indicam que os cervídeos ainda mantém seus padrões migratórios, enquanto vários pássaros migratórios param junto as margens durante sua viagem. O rio também serve como dissipador natural de sementes de várias plantas e local de nascimento de salmões e trutas mariscas, que migram jovens para o mar Báltico para amadurecerem e então retornam ao Vindel para procriar.
A zona abunda em recursos naturais como florestas e minerais que já em meados dos anos 1900 são economicamente de grande relevância à Suécia. Mas antes disso, em meados dos anos 1800, quando as florestas da Bótnia Ocidental serviam como fonte de madeira, o Vindel e seus afluentes eram usados para transportar as tocas para serrarias e fábricas de papel na costa, atividade que perdurou até 1976, quando as toras passaram a ser transportadas por estradas que fluem junto ao vale. Atualmente há planos para a criação da reserva de biosfera Vindelälven-Juhtatdahka (Juhtatdahka significa "rota de migração" no lapônico de Ume) que reúne sete áreas de pastoreio de renas, silvicultura extensiva, crescente indústria turística, agricultura, pequenas e grandes empresas, produção de energia, operações de mineração e prospecção em andamento, bem como áreas protegidas. Há também espaço de lazer para caminhadas, caça, esqui, pesca, colheita de bagas e cogumelos, etc.
34% da área total é constituída por ambiente natural voluntário e formalmente protegido: reservas naturais, sítios da Natura 2000, proteção do biótopo e acordos de conservação. Ao todo compreende o parque nacional do Pico Pielje (5 581 hectares), 90 reservas naturais (26 469 hectares), 43 acordos de conservação da natureza (709 hectares), 120 biótopos protegidos (482 hectares), 3 sítios Ramsar (7 956 hectares), 2759 áreas com provisões voluntárias (25 789 hectares) e as reservas naturais de Monte Vindel e o Vale do Lais. Ao todo 20 espécies merecem proteção pela Diretiva Habitats da UE; 51 pela Diretiva Aves da UE; 19 estão sob ameaça segundo a lista vermelha da UICN; 488 estão na lista vermelha nacional.